# Libreoffice
Libreoffice, i marknadsföring skrivet LibreOffice, är en samling fria kontorsprogram som bygger på Openoffice.org och utvecklas av The Document Foundation. 
Programmet finns tillgängligt till de flesta operativsystem, såsom BSD, GNU/Linux, MacOS, Unix och Windows. Libreoffice använder formatet Opendocument (ODF), som är ett öppet filformat skapat för att kunna öppnas och redigeras på olika kontorsprogram. Med Libreoffice 7.0 kom stöd för ODF 1.3. Libreoffice kan även öppna och spara Microsofts olika format, såsom xls, och doc och Office Open XML-formaten, liksom Rich Text Format. Även Openoffice.org XML-formaten (sxw, sxc med flera) kan öppnas, men från och med version 4.3 inte sparas. Libreoffice-programmen kan även öppna och importera grafik i SVG-format, med flera. Libreoffice stöder avancerad typografi via Graphite och, från och med version 5.3, Opentype.
Libreoffice består av följande program:
- Writer – ordbehandling[5]
- Calc – kalkylering[6]
- Impress – presentation[7]
- Draw – illustration[8]
- Base – databas[9]
- Math – ekvationsredigerare[10]
- Charts – diagrammodul[11]

## Historia
Programmet bygger ursprungligen på tyska Staroffice. Stardivision, som utvecklade programmet, grundades 1984. Den första versionen av Starwriter skrevs för Amstrad CPC (CP/M), men kontorssviten skrevs för DOS, OS/2 Warp och Microsoft Windows. Senare versioner stödde också Power Mac, GNU/Linux och Solaris. Sun Microsystems köpte Stardivision 1999 och vidareutvecklade kontorssviten för att konkurrera med Microsoft Office. Ganska snart släppte Sun det mesta av programsviten som öppen källkod under namnet Openoffice och senare Openoffice.org.
Libreoffice startades den 28 september 2010 av utvecklare som jobbat med föregångaren Openoffice.org, som Oracle tog över i samband med att de köpte Sun Microsystems. Gruppen startade organisationen The Document Foundation som i sin tur äger kontorsprogrammet Libreoffice. Anledningen till att utvecklarna hoppade av från Oracle var att man fruktade att Oracle skulle lägga ned Openoffice.org, precis som man gjort med Opensolaris. Den första officiella versionen av Libreoffice, 3.3.0, släpptes den 25 januari 2011. Per augusti 2020 har tjugo större versioner av Libreoffice släppts: 3.3, 3.4, 3.5, 3.6, 4.0, 4.1, 4.2, 4.3, 4.4, 5.0, 5.1, 5.2, 5.3, 5.4, 6.0, 6.1, 6.2, 6.3, 6.4, 7.0. Version 7.0.0 släpptes den 5 augusti 2020.